# Ángel Nieto Aguilar
Ángel Nieto Aguilar "Gelete" (Madrid, 19 de noviembre de 1976) es un expiloto español de motociclismo y de automovilismo, es hijo del legendario campeón del mundo Ángel Nieto. Tiene un hermano menor, Pablo Nieto, que también ha sido piloto de motociclismo, y es primo del piloto de motociclismo Fonsi Nieto.

## Carrera deportiva

### Inicios
Contra los deseos de su padre que intentó orientar su carrera hacia otra que no fuera el motociclismo aunque terminó aceptando los deseos de su hijo y empezó a competir bajo la tutela de Jorge Martínez "Aspar" participando en varias carreras del campeonato de España de 125cc.

### 125 cc
Debutó en el campeonato del mundo de 125 cc con una Aprilia en 1995 en el GP de la República Checa como segundo piloto del equipo Airtel Aspar sorprendiendo a todos al finalizar en octava plaza en la carrera del Campeonato de Europa, que ese año se disputaba en el marco de los GG.PP. . Con esta tarjeta de presentación en 1997 participó en el campeonato de Europa de 125 cc en el equipo Airtel Aspar y terminó en cuarta posición compaginándolo con algunas carreras en el mundial.
1997 supuso su primera temporada completa en el mundial pilotando una Aprilia finalizando el 26.º.
En 1998 se incorporó al Vía Digital Team que dirigía su padre con Emilio Alzamora como compañero de equipo y mejoró sus resultados y consiguió 41 puntos que le permitieron finalizar el 19.º.

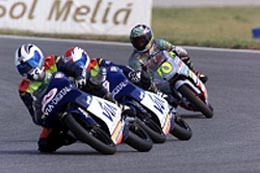
Ángel Nieto Jr. en 1998.

Para 1999 el Vía Digital Team cambió de Aprilia a Honda y Gelete pasó a pilotar una Honda RS125.
Resultó una impagable ayuda la que le prestó a Emilio Alzamora en su lucha por el título en el GP de Australia, ya que a pocas vueltas del final el japonés Noboru Ueda se cayó y arrastró en su caída a Alzamora. Este se levantó, pero se encontró en decimosexta posición. En aquel momento, el decimoquinto puesto que otorga un punto era ocupado por "Gelete" Nieto. En un arranque de decisión, su padre agarró la pizarra e hizo grandes aspavientos para que dejase pasar a Alzamora. Al final, Gelete se paró casi sobre la misma línea de llegada y Alzamora sumó un punto. Las casualidades hicieron que, a la postre, Alzamora se coronara campeón del mundo de 125 cc de 1999 por un solo punto de ventaja sobre el italiano Marco Melandri. De no haber existido el trabajo en equipo, ahora Melandri tendría el título del 'octavo de litro'.
En 1999 Gelete acabó el 22.º en el mundial y su compañero de equipo, Emilio Alzamora acabó como campeón del mundo.
La temporada 2000 supuso su mejor temporada en la categoría al conseguir 57 puntos que le valieron para finalizar en decimoquinta posición en el mundial, su mejor resultado.
2001 fue su último año en el mundial consiguiendo 56 puntos y finalizando el 16.º.

### Salto al automovilismo
Decidió abandonar el motociclismo y probar suerte en el mundo del automovilismo por lo que en 2002 participó en las World Series by Nissan y 2003 participó en las series invernales de la Fórmula 3 pilotando un Dallara F300 del equipo Elide Racing.
Siguió compitiendo en algunos certámenes de automovilismo y en 2007 participó en las Mitjet Series consiguiendo algunas actuaciones destacadas.

### Director de equipo
Tras su paso por el automovilismo decidió abandonar la competición y en 2008 junto a su padre y a su hermano Pablo crean un nuevo equipo de 125cc teniendo como moto la nueva KTM 125 FRR. Gelete se convierte en el director de este nuevo equipo y su hermano Pablo pilota una de los dos KTM que posee el equipo, la otra moto es para el italiano Raffaele De Rosa.
- Datos: Q1610208
- Multimedia: Ángel Nieto Jr / Q1610208